# Debos iratus
Debos iratus är en fjärilsart som beskrevs av Swinhoe 1885. Debos iratus ingår i släktet Debos och familjen mätare. Inga underarter finns listade i Catalogue of Life.